# Hieronim Szymborski
Hieronim Szymborski (ur. 1803, zm. 1869) – rosyjski generał-lejtnant.
Był ziemianinem z Inflant. Od 1820 został zawodowym oficerem rosyjskiej artylerii konnej. Wziął udział w wojnie rosyjsko-tureckiej 1828–1829. Brał udział w tłumieniu powstania listopadowego (m.in. uczestniczył w bitwie pod Ostrołęką). W 1835 awansował na kapitana. Od 1846 generał, dowódca brygady artylerii. Służył przeważnie na terytoriach polskich. W latach 1849–1850 pozostawał w pogotowiu do interwencji przeciwko powstaniu węgierskiemu, powstrzymując ewentualną pomoc ze strony Polaków. W latach 1851–1854 w rezerwie. Od 1861 szef artylerii Petersburskiego Okręgu Wojskowego.